# Висагінас
Висаґінас (лит. Visaginas вимоваⓘ) (до 22 вересня 1992 року Снечкус, до 1994 року було селищем міського типу) — місто на північному сході Литви в Утенському повіті.  До 2003  муніципалітет Вісагінас складався лише з міста Вісагінас, але після набуття чинності закону про зміну меж Ігналінським районом та Висаґінаським самоврядуванням, північна частина Рімшеського староства Ігналінського району була віднесена до муніципалітету Вісагінаса, територія муніципалітету зросла з 896 га до 5841 га. Відтоді до складу Висаґінаського самоврядування входять: 1 місто, 20 сіл та 1 хутір. 

## Топонім
Назва міста походить від озера Висаґінас (площа — 219,6 га, найбільша глибина — 6,6 м.) та однойменної річки, яка витікає з озера.

## Історія
У далекому минулому околиці Висагінаса населяли селони. В історичних літописах це місце вперше згадується у 1526, коли шляхтич Vaitiekus Goštautas подарував його Науясійській (Новій) Даугелішській парафії. У 14–19 століттях регіон захоплювали лівонські, шведські, російські та французькі війська.
Перед Другою світовою війною, з 1922 по 1939 рр., територія сучасного Висагінаса лежала в межах ґміни Смолви Браславського повіту Віленського воєводства в Другій Польській Республіці.
Поселення було засноване в 1975 р. як «Снєчкус», міста-супутник для робітників Ігналінської атомної електростанції на березі озера Висагінас. 10 серпня оголошено днем міста. 31 грудня 2009 року в 23:00 за місцевим часом АЕС була зупинена й закрита.
Місто було створене на місці чотирьох зруйнованих сіл, найбільше з яких було відоме як Висагінас. Нове місто було назване на честь Антанаса Снєчкуса, колишнього першого секретаря Литовської комуністичної партії, і отримало статус селища міського типу. Після відновлення незалежності Литви місто було перейменоване на «Висагінас» у 1992 р. та отримало муніципальні права в 1995.
Висагінасом керує міська рада, яка обирає мера. У 1996 р. герб міста було затверджено указом президента Литви.
Поселення розвивалося комплексно. Його забудова покликана створити інфраструктуру для культурного та побутового життя мешканців. Було докладено зусиль, щоб максимально зберегти природне довкілля.

## Географія
Місто розташоване у північно-східній прикордонній частині Литви, за 152 км на північний схід від Вільнюса, на сході Утенського повіту, біля озера Висаґінас.
Приблизно за 10 кілометрах від міста проходять кордони з Латвією та Білоруссю.

## Клімат
У міста помірно континентальний клімат з теплим літом та помірно холодною зимою.

## Економіка

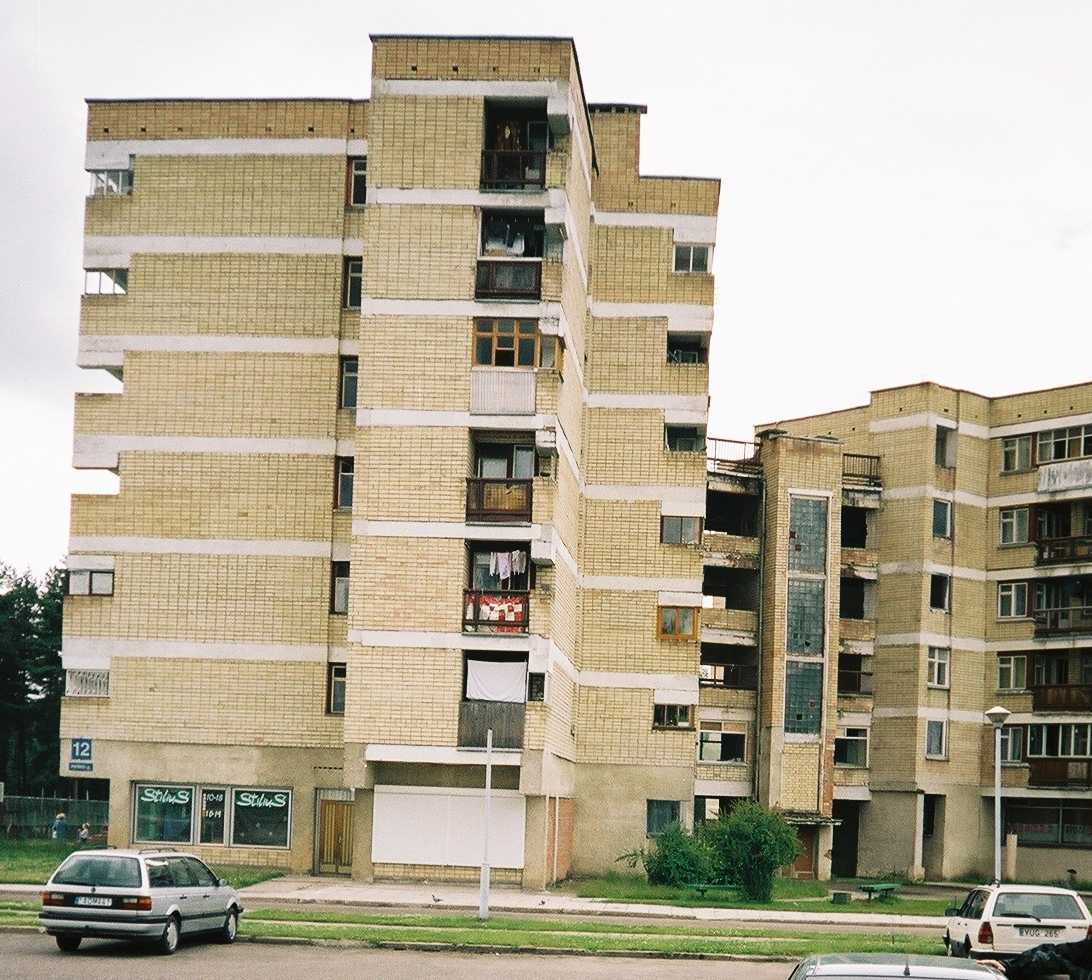
Типові житлові будинки

Навіть після зупинки реакторів Ігналінська атомна електростанція залишається найбільшим підприємством регіону, на якому працює понад 2000 працівників. Місія компанії – безпечно та вчасно реалізувати проєкт, який не має аналогів у світі, – раціонально використовувати ресурси для виведення з експлуатації атомної електростанції з реакторами типу РБМК.
У 1992 створено ЗАТ «Когус», який виробляє заморожені напівфабрикати (вареники, рулети, млинці та інші вироби з різними начинками). Продукція компанії добре відома на внутрішньому ринку Литви, і значна частина продукції також експортується за кордон. Основними партнерами в Литві є найбільші роздрібні мережі, такі як: MAXIMA LT, UAB; Palink UAB; UAB "Norfos mažmena"; UAB "RIMI LIETUVA" та ін. На підприємстві працює близько 90 співробітників.
У 1997 році на базі збанкрутілої швейної фабрики «Trilypios» у Вісагіні була заснована фірма з пошиття чоловічих костюмів «Visatex» з німецьким капіталом. «Visatex» шиє близько 200 000 чоловічих костюмів на рік. У Литві залишилося лише близько 2 відсотків виробництва, вироби «Visatex» шиються компанією «Apprangai» згідно замовлень. Решту продукції експортують до країн Європейського Союзу. Найбільшими клієнтами «Visatex» є іспанські, німецькі, шведські та фінські компанії. На заводі працює 600-650 робітників.
З 2006 в промисловій зоні Вісагінаса, в селі Карлу, працює меблева фабрика «Visagina linija», що належить концерну SBA литовського капіталу. Вироблена продукція експортується та реалізується в країнах Західної та Східної Європи, Північної Америки, Далекого Сходу та Японії. Основним замовником і партнером ПАТ "Visagino linija" є концерн IKEA, для якого випускається кілька видів столів для вітальні, комодів і різних видів полиць. На підприємстві працює близько 650 співробітників.
У Вісагінасі розташовано декілька підприємств з виробництва будівельних матеріалів, металоконструкцій, бетону та залізобетону.

## Промисловість

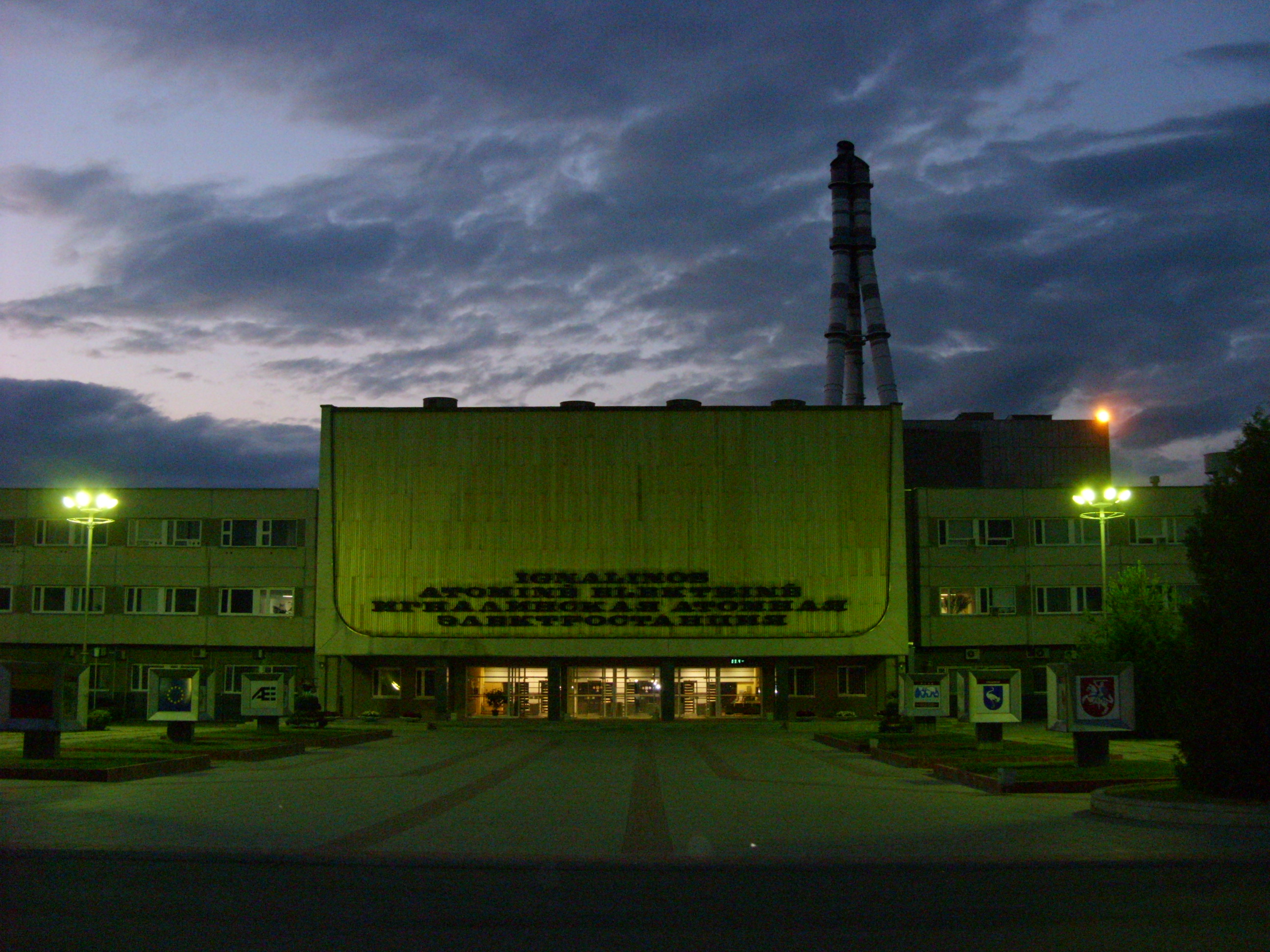
Ігналінська атомна електростанція

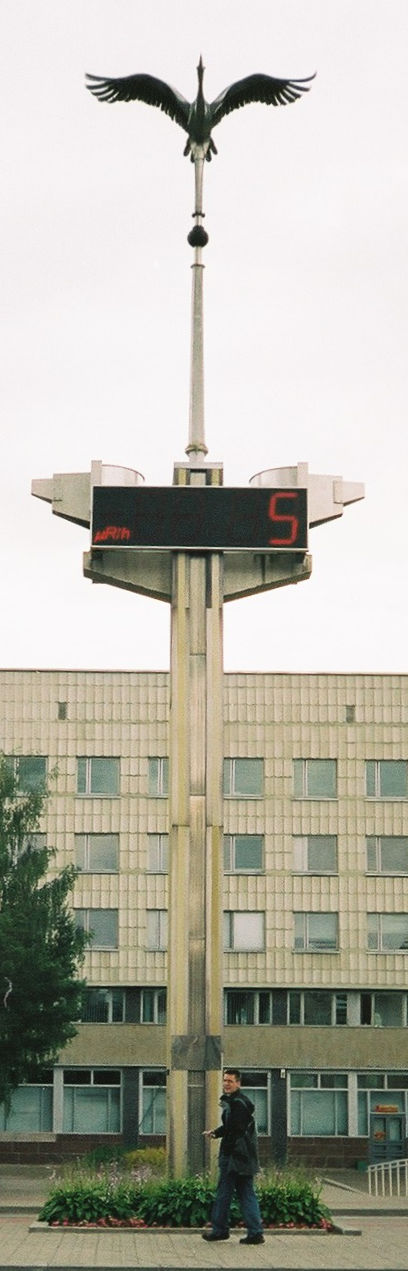
Лічильник Гейгера

Основною галуззю промисловості була енергетика: поблизу Висагінаса розташована єдина в країні атомна електростанція, одна з найпотужніших у світі. Вона припинила свою діяльність у грудні 2009 року з міркувань безпеки та зараз виводиться з експлуатації. На заводі працювало понад 5 тисяч осіб. Є можливості для розвитку будівельної галузі з метою використання наявного промислового потенціалу (бетон, залізобетон, дерево), а також електроніки, лакофарбової, швейної галузей. У місті працює понад 1500 підприємств легкої промисловості, торгівлі та послуг.

## Освіта, культура і спорт
У місті є політехнічна школа, шість загальноосвітніх шкіл, початкова школа, вісім дитячих садків, музичний і акробатичний коледжі, спортивний центр та інші заклади, що займаються організацією освітніх і дозвіллєвих заходів, у тому числі 11 спортивних клубів, які відвідують понад 1600 осіб. Доступні професійні тренування з футболу, греко-римської боротьби та лижного спорту. У місті проводиться щорічний кантрі-фестиваль «Висагінська країна».

## Міста-побратими
- Сморгонь (Білорусь)
- Даґда (Латвія)
- Славутич (Україна)
- Замбрув (Польща)
- Обнінськ (Росія)

## Населення
| Динаміка населення з 1979 по 2018 |        |        |          |          |
| 1979пер.                          | 1981   | 1985   | 1989пер. | 2001пер. |
| 6212                              | 9800   | 22 000 | 32 438   | 29 554   |
| 2011пер.                          | 2014   | 2015   | 2017     | 2018     |
| 22 361                            | 20 532 | 20 144 | 19 076   | 18 713   |
| Гістограма динаміки населення     |        |        |          |          |

### Національний склад
| 2001 - Росіяни — 52,42 % (15491); - Литовці — 14,95 % (4419); - Білоруси — 9,68 % (2862); - Поляки — 8,6 % (2541); - Українці — 5,36 % (1583); - Татари — 0,89 % (263); - Німці — 0,37 % (110); - Латиші — 0,35 % (104); - Вірмени — 0,28 % (82); - Інші — 7,10 % (2099). | 2011 - Росіяни — 52,16 % (11664); - Литовці — 18,27 % (4086); - Білоруси — 9,89 % (2211); - Поляки — 9,32 % (2084); - Українці — 5,16 % (1154); - Татари — 0.76 % (170); - Вірмени — 0,3 % (67); - Німці — 0,28 % (63); - Латиші — 0,28 % (62); - Інші — 3,58 % (800). |

Висаґінас — єдине місто Литви, де мешканці переважно російськомовні.